# Gai Canuleu (tribú de la plebs 445 aC)
Gai Canuleu (en llatí Caius Canuleius) va ser un magistrat i polític romà del segle v aC. Formava part de la gens Canúlia, una gens romana d'origen plebeu.
Va ser elegit tribú de la plebs de Roma l'any 445 aC. Va proposar una llei, la Lex Canuleia, establint el connubium (casament) entre patricis i plebeus, dret que estava prohibit per la Llei de les dotze taules. També va proposar de donar al poble l'opció d'elegir com a cònsols tant plebeus com patricis, però els patricis, per mantenir el poder, van establir que es crearien tres tribuns amb poder consular, que serien elegits de qualsevol dels dos grups en lloc dels cònsols.